# Kanton Vimoutiers
Kanton Vimoutiers (francouzsky Canton de Vimoutiers) je francouzský kanton v departementu Orne v regionu Normandie. Při reorganizaci správního členění reformě kantonů v roce 2014 byl utvořen z 33 obcí, do té doby sestával z 19 obcí. V květnu 2016 sestával z 32 obcí (vzhledem k procesu slučování některých obcí).

## Obce kantonu (v květnu 2016)
- Aubry-le-Panthou
- Avernes-Saint-Gourgon
- Le Bosc-Renoult
- Camembert
- Canapville
- Les Champeaux
- Champosoult
- Chaumont
- Cisai-Saint-Aubin
- Coulmer
- Croisilles
- Crouttes
- La Fresnaie-Fayel
- Fresnay-le-Samson
- Gacé
- Guerquesalles
- Mardilly
- Ménil-Hubert-en-Exmes
- Neuville-sur-Touques
- Orgères
- Pontchardon
- Le Renouard
- Résenlieu
- Roiville
- Saint-Aubin-de-Bonneval
- Saint-Evroult-de-Montfort
- Saint-Germain-d'Aunay
- Sap-en-Auge [p 1]
- Le Sap-André
- Ticheville
- La Trinité-des-Laitiers
- Vimoutiers